# 乳清
乳清（whey）是乳汁中酪蛋白凝结滤去后剩下的液体成分，一般是制作奶酪过程中的副产品。含有相当量的蛋白质和少量脂肪，以及乳糖、维生素和矿物质。
乳清可以加入其他食品如面包、饼干中来增加营养价值。也被用做动物饲料。

## 乳清產品
- 乳清起司，例如意大利瑞可塔
- 乳清粉，将乳清烘干，可以得到乳清粉。乳清粉可应用于食品和饲料加工业。
- 乳清蛋白，從乳清或者乳清粉中，可以提炼乳清蛋白。乳清蛋白是一种新興產品，被认为具有较高的營養價值。一些运动员营养师用来作为运动员食品的添加剂。

## 注意事项
目前最常用的凝乳原料是从牛犊第四胃内膜萃取的凝乳酶。严格的素食主义者可以用柠檬汁、柠檬酸等代替。
对乳蛋白过敏或者有乳糖不耐症的人士也应考虑避免食用乳清，應改食用分離乳清蛋白，它不含乳醣。